# Парадайз Тауншип (округ Монро, Пенсільванія)
Парадайз Тауншип (англ. Paradise Township) — селище (англ. township) в США, в окрузі Монро штату Пенсільванія. Населення — 2899 осіб (2020).

### Клімат
| Клімат : Парадайз Тауншип | Клімат : Парадайз Тауншип | Клімат : Парадайз Тауншип | Клімат : Парадайз Тауншип | Клімат : Парадайз Тауншип | Клімат : Парадайз Тауншип | Клімат : Парадайз Тауншип | Клімат : Парадайз Тауншип | Клімат : Парадайз Тауншип | Клімат : Парадайз Тауншип | Клімат : Парадайз Тауншип | Клімат : Парадайз Тауншип | Клімат : Парадайз Тауншип | Клімат : Парадайз Тауншип |
| Показник                  | Січ.                      | Лют.                      | Бер.                      | Квіт.                     | Трав.                     | Черв.                     | Лип.                      | Серп.                     | Вер.                      | Жовт.                     | Лист.                     | Груд.                     | Рік                       |
| Абсолютний максимум, °C   | 18,1                      | 23,4                      | 28,6                      | 32,4                      | 33,4                      | 33,2                      | 35,7                      | 35,1                      | 34,0                      | 29,6                      | 24,9                      | 20,1                      | 35,7                      |
| Середній максимум, °C     | 0,7                       | 2,7                       | 7,5                       | 14,8                      | 20,7                      | 25,1                      | 27,1                      | 26,6                      | 22,6                      | 16,3                      | 9,8                       | 3,1                       | 14,8                      |
| Середня температура, °C   | −4,4                      | −2,9                      | 1,6                       | 8,1                       | 13,8                      | 18,6                      | 20,8                      | 20,2                      | 16,1                      | 9,7                       | 4,4                       | −1,6                      | 8,8                       |
| Середній мінімум, °C      | −9,5                      | −8,4                      | −4,2                      | 1,4                       | 6,9                       | 12,1                      | 14,6                      | 13,8                      | 9,6                       | 3,1                       | −1                        | −6,3                      | 2,7                       |
| Абсолютний мінімум, °C    | −29,7                     | −24,9                     | −20,6                     | −11,6                     | −2,8                      | 1,0                       | 3,8                       | 1,4                       | −2,3                      | −8,4                      | −17,9                     | −25,2                     | −29,7                     |
| Норма опадів, мм          | 93                        | 80                        | 94                        | 112                       | 116                       | 123                       | 110                       | 108                       | 129                       | 125                       | 104                       | 107                       | 1301                      |
| Вологість повітря, %      | 72.1                      | 66.4                      | 62.3                      | 58.0                      | 60.8                      | 70.1                      | 70.3                      | 72.7                      | 73.6                      | 69.9                      | 69.7                      | 73.2                      | 68.3                      |
| ------------------------- | ------------------------- | ------------------------- | ------------------------- | ------------------------- | ------------------------- | ------------------------- | ------------------------- | ------------------------- | ------------------------- | ------------------------- | ------------------------- | ------------------------- | ------------------------- |
| Джерело: PRISM            |                           |                           |                           |                           |                           |                           |                           |                           |                           |                           |                           |                           |                           |

## Демографія
Згідно з переписом 2010 року, у селищі мешкало 3186 осіб у 1203 домогосподарствах у складі 873 родин. Було 1530 помешкань
Расовий склад населення:
| - 82,5 % — білих - 10,1 % — чорних або афроамериканців - 1,1 % — азіатів - 0,5 % — корінних американців - 0,1 % — вихідців з тихоокеанських островів - 3,1 % — осіб інших рас |

До двох чи більше рас належало 2,6 %. Частка іспаномовних становила 10,3 % від усіх жителів.
За віковим діапазоном населення розподілялося таким чином: 23,0 % — особи молодші 18 років, 62,1 % — особи у віці 18—64 років, 14,9 % — особи у віці 65 років та старші. Медіана віку мешканця становила 42,5 року. На 100 осіб жіночої статі у селищі припадало 95,2 чоловіків; на 100 жінок у віці від 18 років та старших — 92,6 чоловіків також старших 18 років.
Середній дохід на одне домашнє господарство становив 69 169 доларів США (медіана — 62 692), а середній дохід на одну сім'ю — 80 160 доларів (медіана — 76 250). Медіана доходів становила 49 552 долари для чоловіків та 33 738 доларів для жінок. За межею бідності перебувало 2,6 % осіб, у тому числі 0,9 % дітей у віці до 18 років та 1,2 % осіб у віці 65 років та старших.
Цивільне працевлаштоване населення становило 1493 особи. Основні галузі зайнятості: освіта, охорона здоров'я та соціальна допомога — 47,2 %, роздрібна торгівля — 13,5 %, виробництво — 8,8 %, фінанси, страхування та нерухомість — 7,3 %.